# Pugio

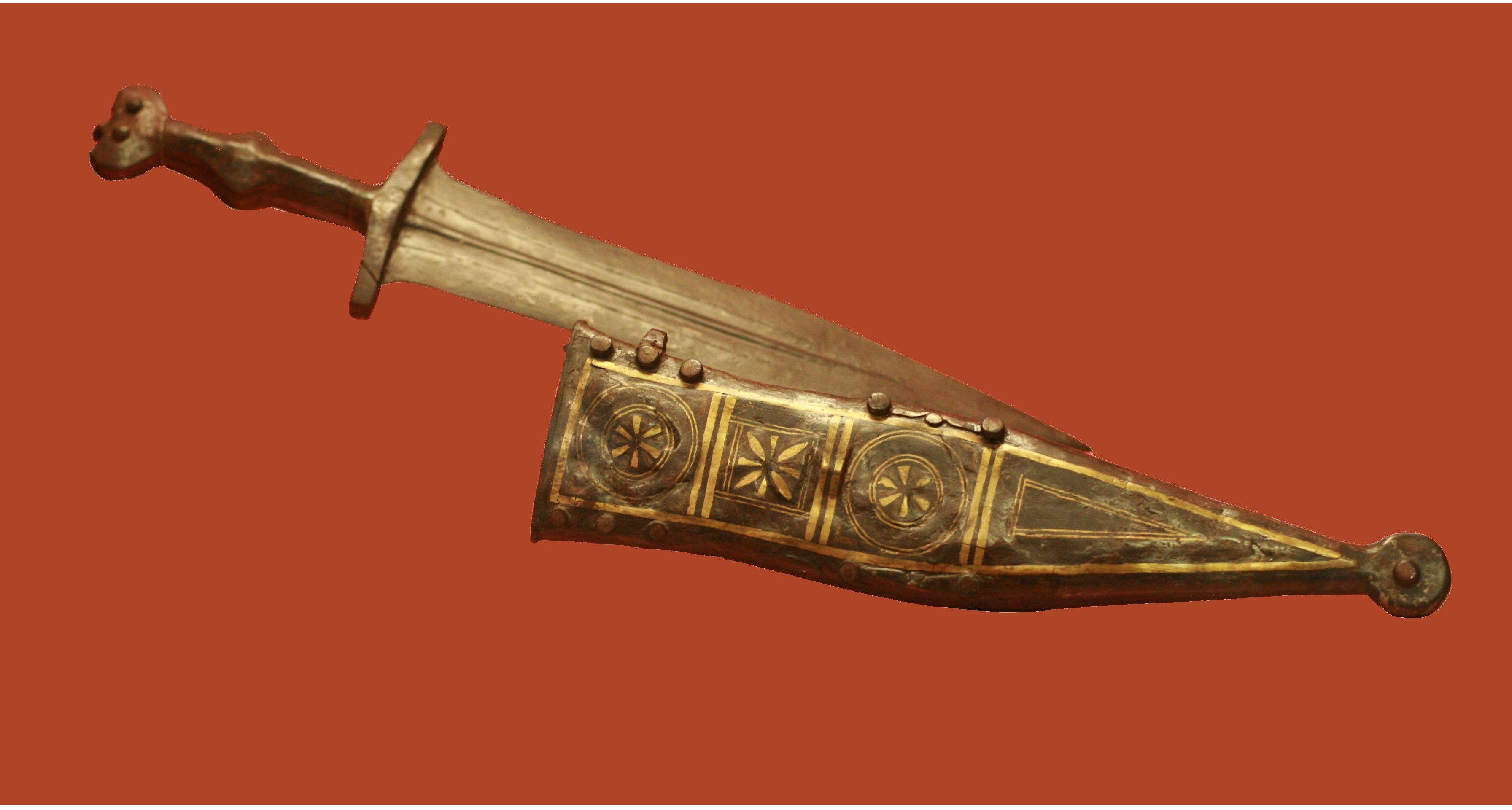
Reconstrucción de un pugio romano.

El pugio era el puñal usado por los soldados de las legiones de la República romana desde los alrededores del año 100 a. C. al 100 d. C.. 

## Origen y características
Los romanos lo adoptaron de los pueblos hispanos, del mismo modo que el gladius hispaniensis. La hoja medía unos 24 cm de largo por 6 de ancho. Resultaba un arma ideal para apuñalar, y podía, con una buena acometida, perforar una cota de malla. Esto se debía a que poseía un nervio central que dotaba a la hoja de resistencia y firmeza.
El pugio era un arma auxiliar o de último recurso, y estaba expresamente hecha para clavar.
Fue usado por otros guerreros contemporáneos, como el guerrero ibero.

## Etimología
Respecto a la etimología de la palabra, probablemente «pugio» procede de la raíz proto-indoeuropea «peug-», que significa «apuñalar, pinchar» o «dar un puñetazo»; es la misma raíz que se encuentra en otras palabras latinas como «púgil» (boxeador), «pugnus» (puño) o «pugna» (pelea a estocadas o pelea a puñetazos), y en el término griego «pygmé» (puño). Hay lingüistas que proponen la etimología de «pugio» como «arma que se agarra con el puño». 